# Dorota Wianowska
Dorota Wianowska – polska chemiczka, dr hab. nauk chemicznych, adiunkt Instytutu Nauk Chemicznych Wydziału Chemii Uniwersytetu Marii Curie-Skłodowskiej.

## Życiorys
W 1996 uzyskała dyplom magistra chemii na Wydziale  Chemii Uniwersytetu Marii Curie-Skłodowskiej, 18 września 2000 obroniła pracę doktorską Badania fizykochemicznych właściwości materiałów krzemionkowych z powierzchniową warstwą polimerową otrzymaną poprzez sieciowanie mieszaniny dekstranu i trietylotetraaminy, 15 grudnia 2014 habilitowała się na podstawie pracy zatytułowanej Zastosowanie ciśnieniowej ekstrakcji cieczą w chromatograficznej analizie drugorzędowych metabolitów roślinnych - blaski i cienie techniki PLE.
Piastuje stanowisko adiunkta w Instytucie Nauk Chemicznych na Wydziale  Chemii Uniwersytetu Marii Curie-Skłodowskiej.